# Comunidad de villa y tierra de Buitrago

Comunidades de villa y tierra de la Extremadura castellana.

La comunidad de villa y tierra de Buitrago fue uno de los alfoces en los que se organizó la Extremadura castellana tras la conquista castellana en el siglo XI.

## Historia
Buitrago del Lozoya fue en sus orígenes una ciudad celtíbera y romana, pasando siglos después a manos musulmanas. Alfonso VI fue quien reconquistó Buitrago y lo concedió junto con todo lo que estaba bajo su poder a Sepúlveda, tal y como se observa en la confirmación de los fueros antiguos de Sepúlveda del 17 de noviembre de 1076:
Ego rex Adefonsus et do hominibus septempublice hunc terminum de Lozoiha usque huc quantum Buitrago habuit in sua potestate, totum do eis, roboro atque confirmo...
Buitrago fue pues, a raíz de su reconquista, parte de la tierra o alfoz de Sepúlveda, formando su propia comunidad en época aún del mismo rey, quien le concedió fuero y las armas y leyenda de su escudo Ad alenda pecora (para el sustento del ganado).
Las referencias históricas más antiguas respecto a Buitrago datan del siglo I a. C. (sería la Litabrum conquistada por Cayo Flaminio, según Tito Livio), pero no hay ningún vestigio material que lo avale, ya que no se han hecho prospecciones arqueológicas. Tampoco hay vestigios medievales anteriores a la Reconquista y por lo tanto de la presencia musulmana anterior al siglo XI.
Buitrago aparece de lleno en la historia de la Reconquista en tiempos de Alfonso VI, hacia el 1083 o 1085. Su valor estratégico es la razón de su pronta repoblación por medio de un privilegio otorgado por el mismo rey que facultaba a la Villa para repoblar los núcleos existentes en su jurisdicción y crear otros nuevos. De ese modo, en 1096, el rey Alfonso VI concede a Buitrago las armas de su escudo consistentes en un toro, una encina y la leyenda Ad alenda pecora ("para el sustento del ganado"), que en definitiva hace referencia al medio de vida que se iba a adoptar.
El amplio territorio delimitado por el monarca es el origen de lo que se conoce como el Señorío de Buitrago, una comarca que formaba una sola unidad jurisdiccional y cuya cabeza era la Villa de Buitrago. 
Durante cinco siglos, esta unidad jurisdiccional tuvo una doble naturaleza. Desde 1368 fue un señorío otorgado por Enrique II a Don Pedro González de Mendoza, familia a la que sigue vinculado hasta la desaparición del Régimen Señorial en el siglo XIX. La familia Mendoza recibió en el siglo XVI el título de Duque del Infantado. Buitrago y los pueblos de su Tierra formaban una Comunidad de Villa y Tierra, institución que los agrupaba tanto para satisfacer sus obligaciones de vasallaje como para defender sus intereses frente a terceros. Suponía el gobierno mediante ordenanzas generales que regulaban la mayor parte de la vida económica y social de la Comarca, así como el asentamiento de nuevos vecinos.

## Extensión

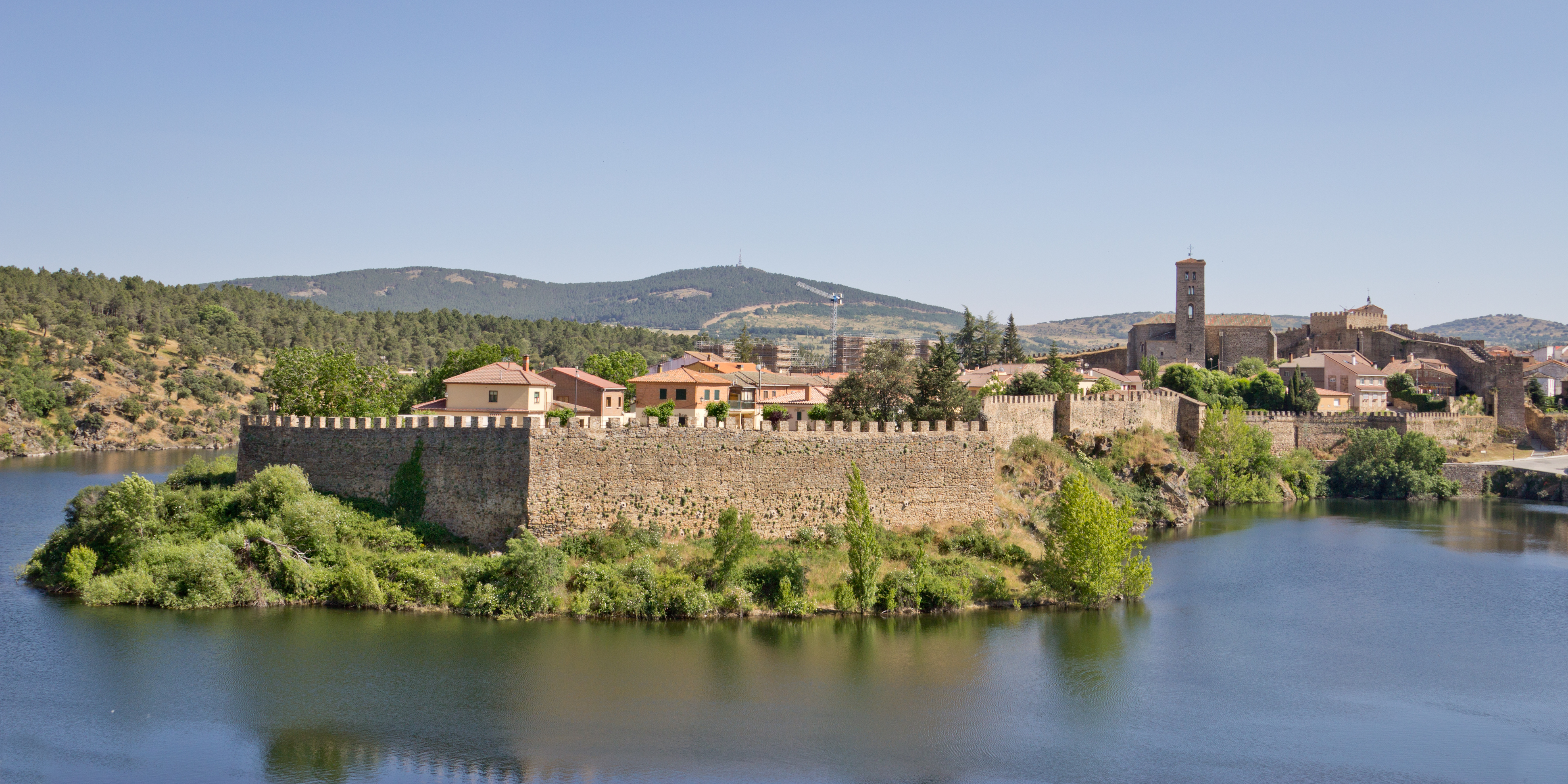
Panorámica de Buitrago del Lozoya.

La Comunidad de Villa y Tierra de Buitrago se extendió por todo el valle de su entorno, incluyendo su alfoz las aldeas y villas siguientes: La Acebeda, Aoslos, El Atazar, Berzosa del Lozoya, Bocigano, Braojos de la Sierra, Cabida, La Cabrera, El Cardoso de la Sierra, Cincovillas, Colmenar de la Sierra, El Cuadrón, Gandullas, Garganta de los Montes, Gargantilla del Lozoya, Gascones, La Hiruela, Horcajo de la Sierra, Horcajuelo de la Sierra, Lozoyuela, Madarcos, Mangirón, Matallana, Montejo de la Sierra, Navarredonda, Navas de Buitrago, Paredes de Buitrago, Peñalba de la Sierra, Piñuécar, Prádena del Rincón, Puebla de la Sierra, Robledillo de la Jara, Robregordo, San Mamés, La Serna del Monte, Serrada de la Fuente, Sieteiglesias, Somosierra, La Vereda, Villavieja del Lozoya y los despoblados de Bellidas, Canenzuela, La Hiruela Vieja o La Hiruelilla, Pajarilla, La Nava, Relaños, Rendales, Riosequillo, Santillana, El Vado, Ventosilla, El Villar, La Vihuela y otros.
Su recinto amurallado tuvo desde antiguo barrios "extramuros", denominados arrabales de San Juan y del Andarrío, nombre que hacía referencia a su situación al otro lado del río Lozoya.
Como toda villa y comunidad, tenía su escudo y su rollo o picota. En el primero figura un toro bajo una encina, con la leyenda Ad alenda pecora. Se sabe que estuvo esculpido en piedra sobre la fuente antigua y aún se conserva en el sello viejo del concejo, aunque sin leyenda.
Actualmente se halla reproducido en hierro forjado este originario escudo de Buitrago en las cuatro caras de la fuente sita en la plaza de la Constitución (sobre este escudo original del Concejo de Buitrago se impuso, a partir del siglo XV, el escudo del Marqués de Santillana y casa del Infantado a quien fue entregada la Comunidad en señorío).
Del rollo o picota, símbolo de la jurisdicción, no ha quedado rastro alguno. Sólo se encuentra noticia del mismo en "El Patriense", obra de un escritor local que, hacia 1802, nombra una serie de calles importantes y dos plazas, llamadas de Los Toros y la Picota, añadiendo también que en esta última se situaba la fuente pública.
Dentro de la villa amurallada estaban las iglesias de Santa María del Castillo y de San Miguel, el hospital de San Salvador, la casa del Concejo con la audiencia y la cárcel. En el arrabal o barrio de San Juan estaban las iglesias del mismo nombre y la plaza de la Picota y fuente. En el arrabal del Andarrío se encontraba la iglesia de San Antolín.

### Cuartos de la Comunidad
La Comunidad de Villa y Tierra estaba dividida en cuartos: 
- Cuarto de Somosierra: Somosierra y Robregordo.
- Cuarto de Braojos: Braojos de la Sierra, San Mamés, Gargantilla del Lozoya, Villavieja del Lozoya, Pinilla de Buitrago y Navarredonda.
- Cuarto de Garganta: Garganta de los Montes, Mangirón, Navas de Buitrago, Lozoyuela, La Cabrera y Sieteiglesias.
- Cuarto de Montejo: Montejo de la Sierra, Prádena del Rincón y Horcajuelo de la Sierra.
- Cuarto de Horcajo: Horcajo de la Sierra, Piñuécar, La Nava, Madarcos, La Acebeda y Bellidas.
- Cuarto de la Jara: Robledillo de la Jara, Cervera de Buitrago, Berzosa del Lozoya, Paredes de Buitrago y Serrada de la Fuente.
- Cuarto de los Aledaños: Gascones, Palomar, La Cabezuela, Gandullas y Cincovillas.
- Cuarto de las Villas Eximidas: Puebla de la Sierra y El Atazar.
- Cuarto de El Cardoso: El Cardoso de la Sierra.[cita requerida]
- Cuarto de Colmenar: Colmenar de la Sierra, Bocigano, Cabida, Corralejo, La Hiruela, La Hiruela Vieja/La Hiruelilla,   Peñalba de la Sierra y La Vihuela.[cita requerida]
- Cuarto de El Vado: El Vado, La Vereda y Matallana.[cita requerida]

Los tres últimos cuartos de: Cardoso, Colmenar y El Vado pasaron de la comunidad de villa y tierra de Sepúlveda a manos del Duque del Infantado, quién los incluyó en su señorío de Buitrago en 1373, por donación de la reina Juana Manuel de Villena.[cita requerida]
Cada cuarto está representado por un procurador o dos. El procurador del cuarto es elegido y enviado al Concejo de la Comunidad para que "en nombre de este cuarto saque la cara a lo favorable y a lo perjudicial y dañoso contradiga, que para todo le damos nuestro derecho". Los procuradores se reunían en la villa, en una casa llamada "casa de la Tierra", sita en el arrabal, donde tenían alojamiento gratuito durante los días de su representación.

## Descripción
El catastro de Ensenada nos declara la extensión y límites de la Tierra de Buitrago de esta manera:
Ocupa de lebante a poniente cinco leguas y del norte al sur quatro leguas y media, y de circunferencia más de beinte y cinco leguas por la desigualdad que tiene. Confronta al norte por Tierra de Sepúlveda al oriente con Tierra de Uceda... al sur con la misma Tierra de Uceda y el Berrueco y al poniente con Tierra de Segovia...

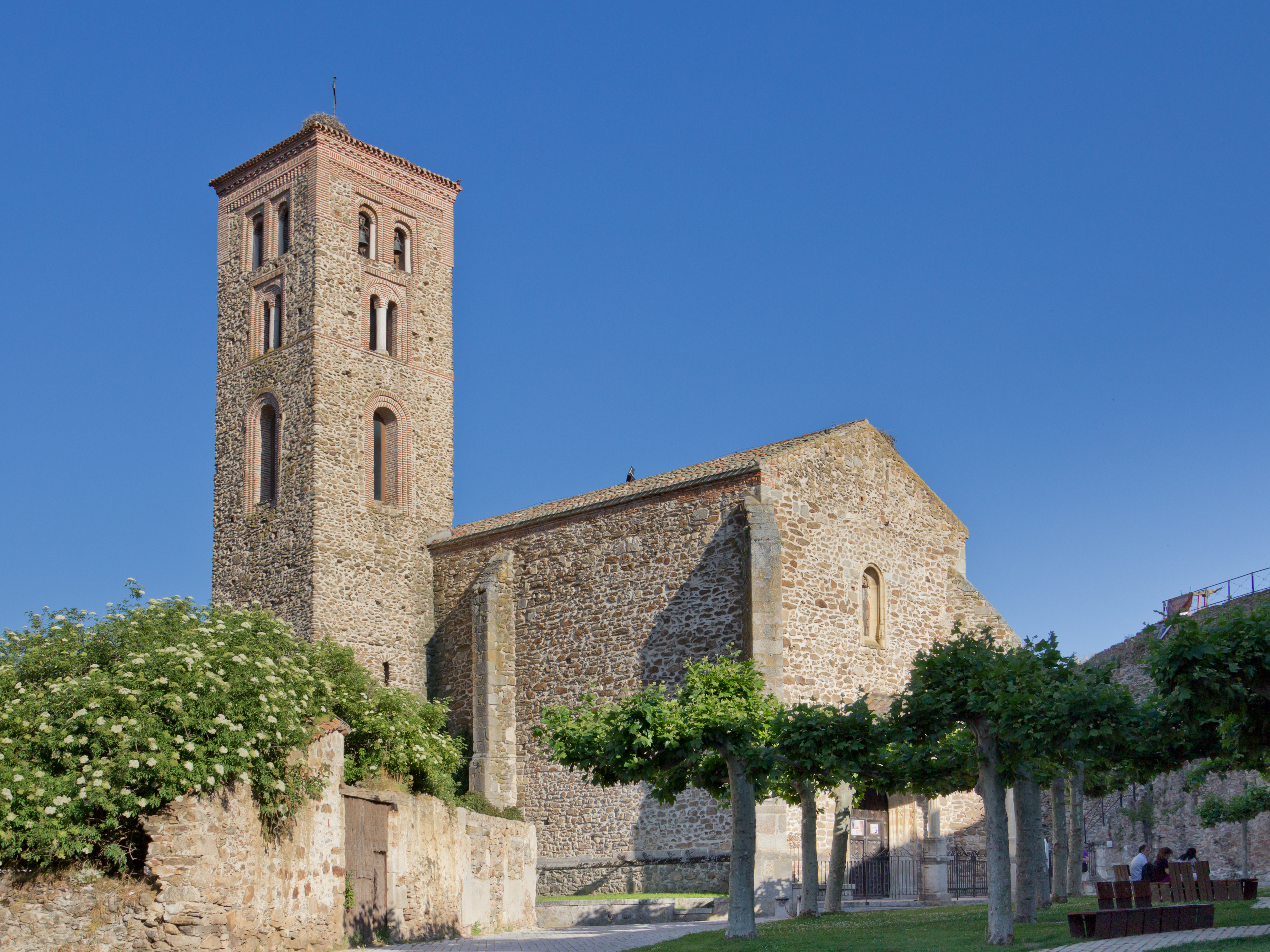
Iglesia de Santa María del Castillo.

El Concejo de Buitrago y su Comunidad se celebraba en la iglesia de Santa María del Castillo y, según común tradición castellana, en el interior de la iglesia se guardaban los documentos y privilegios del Concejo, en una concavidad «que está junto al retablo de la Iglesia de Nuestra Señora del Castillo desta Villa». Así nos lo hace saber un documento de 1555, que hace relación de los documentos en él guardados.
Todos los pueblos de la Tierra formaban comunidad de pastos, siendo comunes la mayoría de los montes y tierras, a excepción de lo particular de cada una de las aldeas, que era muy poco, y de los prados, huertas y tierra de labor de propiedad privada de los vecinos, que solían estar delimitados con pared y seto.
La Comunidad de Buitrago, por su situación geográfica, era una comunidad casi exclusivamente ganadera. Por favorecer la ganadería se unieron las comunidades de Buitrago, Uceda y la villa de Torrelaguna, que hicieron a tal objeto ordenanzas y capitulaciones "para la conservación de los dichos términos, ansí en el pasto como en el corte y conservación de montes". Esta firma de convenios entre comunidades vecinas era frecuente en toda Castilla.
En el año 1304 se concedió a Buitrago el derecho de feria de ganados. La Villa y su Comunidad era todavía de señorío real y así advirtió el rey Fernando IV de León y Castilla "que todos aquellos que binieren a esta feria de nuestro sennorío o de fuera de nuestro sennorío a comprar o a vender Christianos, Moros e Judíos, que vengan salvos e seguros por Mar e por tierra, por todo nuestro sennorío". La vieja feria de ganado de Buitrago ha mantenido su importancia hasta tiempos muy recientes.
Figura la villa en la guerra civil de Pedro I y su hermano Enrique II, quien la ocupó el año 1368. Tras la muerte de Pedro I y la entrada en el poder de la casa de Trastámara, multitud de comunidades (prácticamente todas habían estado con don Pedro) fueron entregadas a la nobleza, que había estado con el otro bando. La Tierra de Buitrago fue entregada en señorío a don Pedro González de Mendoza. Según el documento se le donaba las villas de Hita y de Buitrago "con todos sus términos, et todos sus vasallos christianos e judíos e moros, e homes, e mujeres de qualquier edat".
De ello recibió confirmación de parte del rey Juan I en 1377, en Cortes celebradas en la ciudad de Burgos, para sí y para su hijo Diego Hurtado de Mendoza. Y así se convirtió en feudo hereditario con el Marqués de Santillana, Íñigo López de Mendoza, que reunió en su persona abundantes títulos y posesiones: conde del Real de Manzanares, señor de Hita, de Buitrago, de Guadalajara, etc.
Los tributos, pechos, derechos y alcábalas se hicieron cada vez mayores, en perjuicio de la Comunidad. Se sabe que el año 1601 sus rentas ascendieron a 1.761.077 maravedíes, más 75 pesas de lino, 813 gallinas y 500 fanegas de grano; en 1640 llegaron a los 2.200.000 maravedíes, y en 1670 sobrepasaron los 2.500.000 maravedíes, más las gallinas, el lino y el mismo número de fanegas de grano.
Por otra parte el duque del Infantado y señor de Buitrago, como un vecino más, podía soltar sus rebaños a los montes comunales, con grave perjuicio para la Comunidad, pues si Buitrago y su Tierra contaba con "28.200 cabezas de todas las edades", el señor duque poseía "34.859 cabezas de todas las edades, todo lanar fino trashumante", en época del catastro de Ensenada. Las Comunidades sufrieron así un constante deterioro de su poder político y económico ante las depredaciones de los poderosos magnates.

### La Comunidad de Villa y Tierra en la actualidad
Hoy llama la atención de todo visitante que acude a Buitrago del Lozoya las murallas perfectamente adaptadas a las violentas características del terreno, manteniendo una gran solidez. En su ángulo occidental, un robusto y fuerte torreón da paso a la villa amurallada. El castillo ocupa la esquina sudeste de la muralla, siendo algo más moderno que ésta. Es de planta rectangular, construido en mampostería y con torres en sus ángulos.
La única iglesia que ha llegado hasta la actualidad, entre las diversas a las que hacen referencia los viejos documentos, está dedicada a Santa María del Castillo. Tiene portada gótica bajo un tejadillo sostenido por columnas. La torre muestra unos ajimeces y ventanas semicirculares dentro del marco cuadrado y orladas de molduras de típica tracería mudéjar.